# 綱島瑞恵
綱島 瑞恵（つなしま みずえ、11月2日 - ） は、日本の女性声優。東京都出身。アライズプロジェクト所属。日本ナレーション演技研究所出身。

## 概要

### 人物
特技は油絵、水彩画。趣味は韓国語・日記・歌。 普通自動車免許を取得している。

## 出演

### テレビアニメ
2020年
- 禍つヴァールハイト -ZUERST-（魔物）

2021年
- SCARLET NEXUS

2022年
- 明日ちゃんのセーラー服（ミク）
- Extreme Hearts（相庭琴音、Pロボ）

2023年
- 冰剣の魔術師が世界を統べる（カイル＝ミッチ）
- SHY（子供）

### 劇場アニメ
- ANEMONE/交響詩篇エウレカセブン ハイエボリューション（2018年）
- 映画 妖怪ウォッチ FOREVER FRIENDS（2018年）

### ゲーム
2018年
- LORD of VERMILION IV（アエロ）

2019年
- 黒い砂漠
- FINAL FANTASY XIV 漆黒の反逆者（オール＝シグン）

2020年
- 蒼天のスカイガレオン（セルキー）
- ロボットガールズZ ONLINE（ガデス）

2021年
- 蒼天のスカイガレオン（ツァコル、チコメコフアトル）
- 東方ダンマクカグラ （物部布都）
- FINAL FANTASY XIV 漆黒の反逆（オール＝シグン、シャイメ、ガ・ブ、プディングウェイ 他）

時期不明
- ロボットガールズZオンライン（ガデス）
- Grim Guardians:Demon Purge（来栖原ロゼ／来栖原リゼ）

### その他
- オーディオドラマ「LIGHTNING CAB」（駿河万優良）
- オーディオブック「余命10年」